# Елизабет Кристина фон Брауншвайг-Беферн
Елизабет-Кристина фон Брауншвайг-Волфенбютел-Беферн (на немски: Elisabeth Christine von Braunschweig-Wolfenbüttel-Bevern) е германска принцеса от род Велфи и кралица на Прусия (1740 – 1786), съпруга на крал Фридрих Велики.

## Произход
Елизабет е родена на 8 ноември 1715 г. във Волфенбютел, Долна Саксония. Тя е първа дъщеря и трето дете на херцог Фердинанд Албрехт II (1680 – 1735) от Брауншвайг-Люнебург и Брауншвайг-Волфенбютел-Беверн и съпругата му Антоанета Амалия фон Брауншвайг-Волфенбютел (1696 – 1762).

## Кралица на Прусия
На 10 март 1732 г. в Берлин Елизабет е сгодена за кронпринца на Прусия Фридрих (1712 – 1786) от род Хоенцолерн, който става крал на Прусия от 1740 до 1786 г. Сватбата е отпразнувана на 12 юни 1733 г. в двореца Залцдалум, след което младоженците се установяват в Райнсбергския дворец. След смъртта на баща му на 31 май 1740 г. Фридрих се отказва от фамилния живот. Бракът остава бездетен.
В новото си семейство Елизабет не намира никакво уважение и подкрепа. Майката на Фридрих, София-Доротея, изключително ненавижда снаха си, тъй като тя провалила плановете ѝ да омъжи сина си за английската принцеса Амалия. Отношенията на Елизабет със съпруга ѝ също са хладни. Фридрих не изпитва никакви чувства към съпругата си, а се отнасял към нея единствено със снизхождение. През целия си съвместен живот двамата съпрузи живеят разделени, поради което те така и не оставят потомство.
Първоначално, след като Фридрих става крал, Елизабет заема отделен апартамент в двореца Шарлотенбург, но скоро след това тя се премества да живее отделно в двореца Шьонхаузен. След това кралицата никога не получава покана да посети лятната резиденция на съпруга си Сан Суси. Съхранената до наши дни кореспонденция между двамата е изпълнена единствено с формални комплименти и пожелания за крепко здраве. Въпреки отчуждението между тях, Фридрих никога не намеква за развод с Елизабет. Напротив, кралят задоволявал щедро всички финансови нужди на съпругата си и поощрявал благотворителната ѝ дейност.
Отношенията между Фридрих и Елизабет се подобряват значително след края на Седемгодишната война, но никога не надхвърлят характера на приятелска дружба. Това, което Фридрих ценял в съпругата си, е нейният скромен характер и доброта.
Крал Фридрих II и съпругата му се срещат за последен път на 18 януари 1785 г. в Берлин по случай рождения ден на брат му принц Хайнрих.

## Смърт
Елизабет надживява съпруга си с цели 11 години. Тя умира на 13 януари 1797 г. в Берлинския дворец и е погребана в гробницата на Берлинската катедрала.

## Галерия
- Елизабет Христина фон Брауншвайг-Люнебург-Беверн, пруска кралица от 1740 – 1786 г. 
(ок. 1739)
- Кралицата пред дворец Шьонхаузен (сл. 1764)